# 天主教阿納尼-阿拉特里教區
天主教阿納尼-阿拉特里教區（拉丁語：Dioecesis Anagnina-Alatrina），是義大利一個天主教教區。直屬聖座（羅馬教省）。
教區包括弗羅西諾內省西北部及羅馬省東部三市，教座位於阿納尼。2012年有教友89,500人，佔總人口96.9%。有五十六個堂區、司鐸六十三名。現任教區主教為老楞佐·洛帕。

## 歷史
阿拉特里教區據推測是在一世紀時開教，而第一位有文獻記載的主教出現於551年。
阿納尼教區傳統上被認為是在宗徒時期開教，第一位有文獻記載的主教可以追溯至於487年。896年教區主教當選教宗，號教宗斯德望六世。1088年特雷維內拉齊奧教區被併入本教區。
1972年11月30日起，兩個教區由同一位主教牧養。1986年9月30日後兩個教區合併成新的教區，並易名至今。